# Antroponomastika
Antroponomastika je nauka o osobních jménech (antroponymech), zabývá se jejich vznikem, tvořením, rozšířením a povahou. Antroponomastika je součástí onomastiky.
Slovo antroponomastika je složenina z řeckého ἄνθρωπος (anthrópos) – člověk – a ὄνομα (onoma) – jméno.